# Loggia della Signoria
A Loggia dei Lanzi, também chamada de Loggia della Signoria, é um edifício em uma esquina da Piazza della Signoria em Florença, Itália, ao lado da Galeria Uffizi.
Às vezes erroneamente chamada de Loggia dell' Orcagna por ter sido projetada por esse artista, ela foi construída entre 1376 e 1382 por Benci di Cione e Simone di Francesco Talenti, possivelmente seguindo um projeto de Jacopo di Sione.
Na fachada da Loggia, abaixo do parapeito, há trevos com figuras alegóricas das quatro virtudes cardinais (Fortaleza, Temperança, Justiça e Prudência), de Agnolo Gaddi. Seu fundo esmaltado azul é obra de Leonardo, um monge, enquanto as estrelas douradas foram pintadas por Lorenzo de' Bicci. A abóbada, composta de semicírculos, foi feita pelo florentino Antonio de' Pucci.
Nos degraus da Loggia estão os Leões de Medici, estátuas de mármore de leões, símbolos heráldicos de Florença; o da direita é da época romana e o da esquerda foi esculpido por Flaminio Vacca em 1598.
Encontra-se também na Loggia a estátua de bronze de Perseu, de Benvenuto Cellini, que mostra o herói grego segurando sua espada com a mão direita e a cabeça decepada da Medusa com a esquerda.
Na extremidade direita está a estátua maneirista O Rapto das Sabinas, do artista flamengo Jean de Boulogne, mais conhecido por seu nome italiano Giambologna.

## Galeria

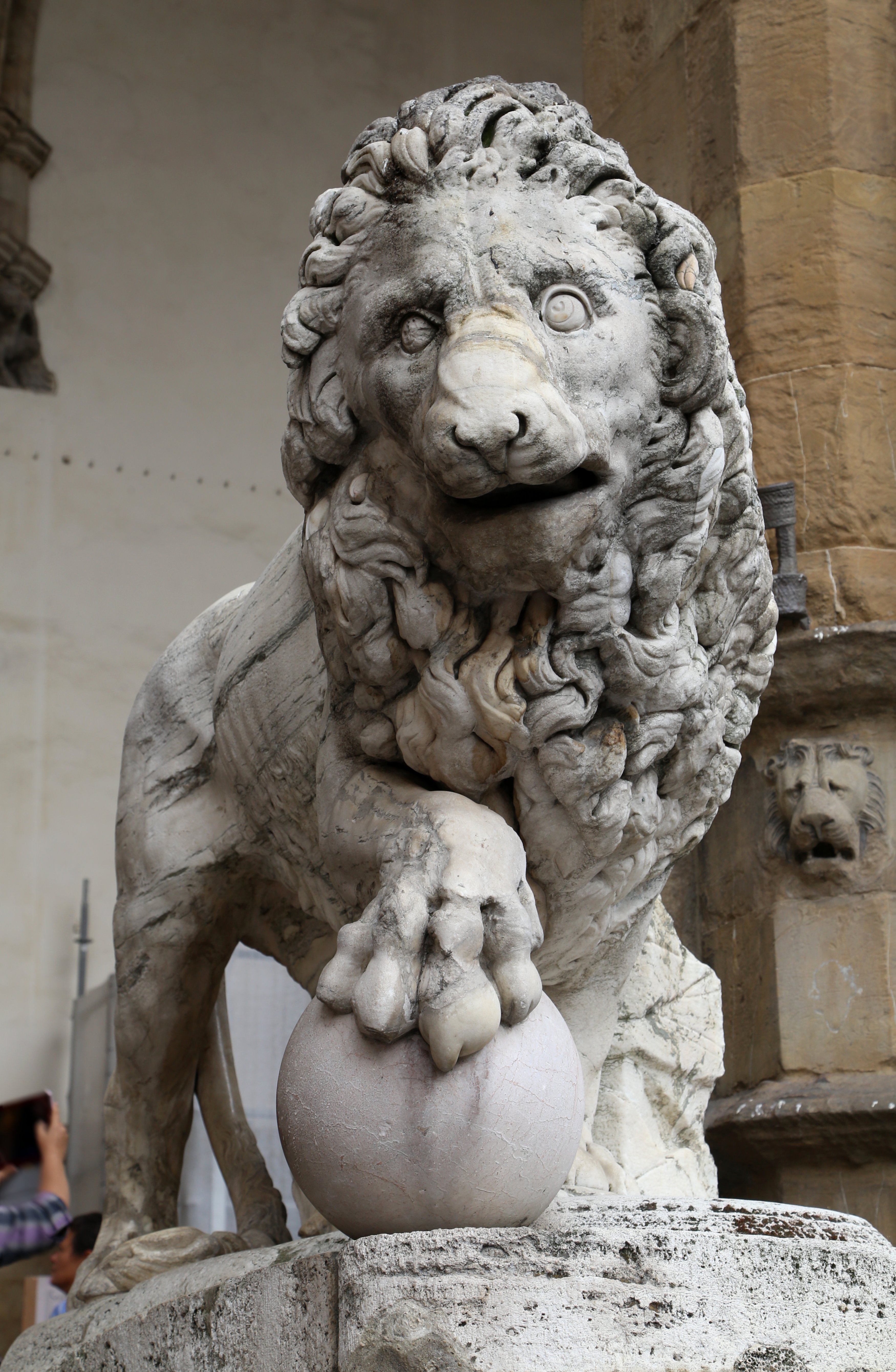
Leão dos Médicis de Giovanni di Scherano Fancellii
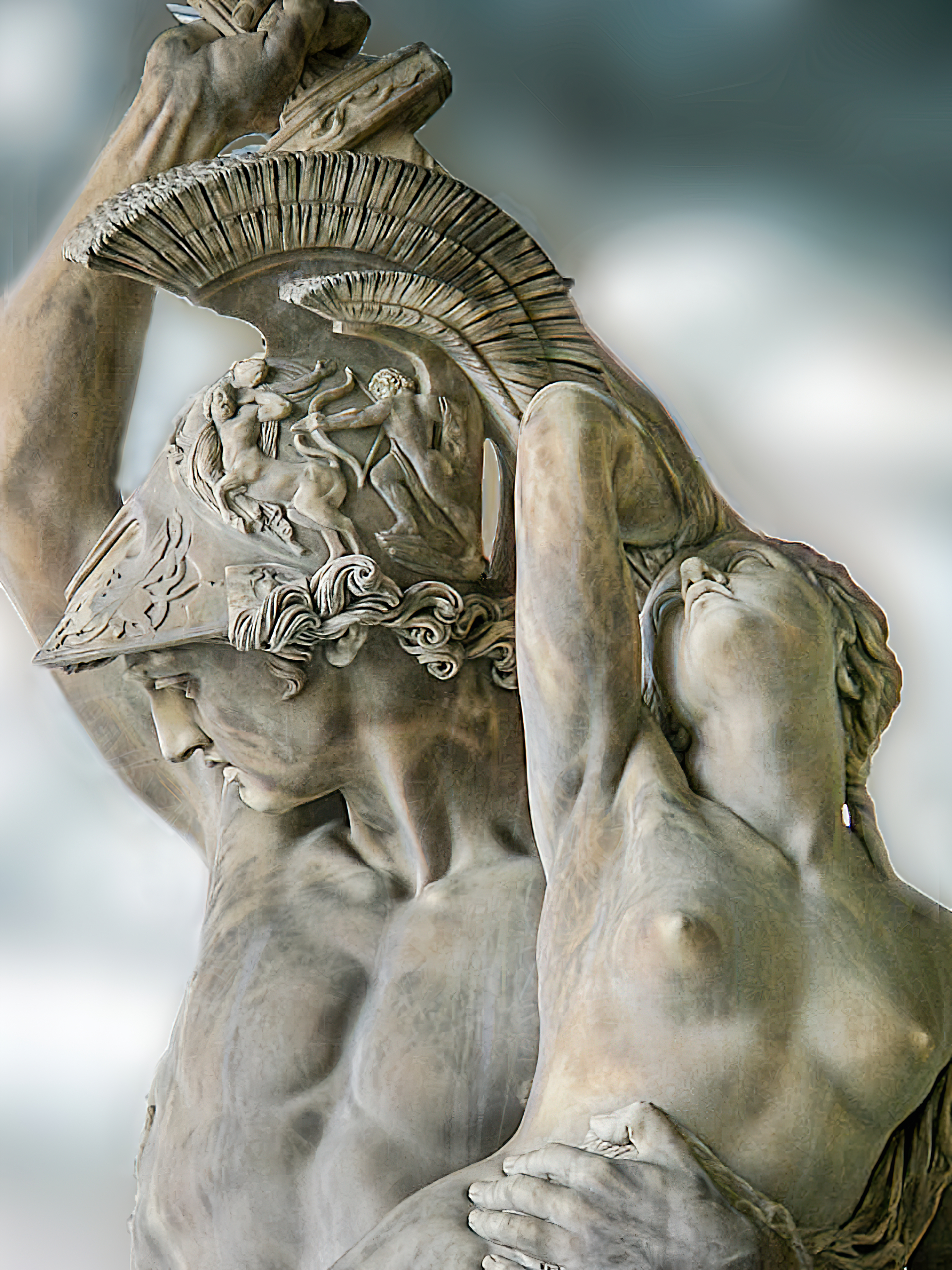
Rapto de  Polixena de Pio Fedi
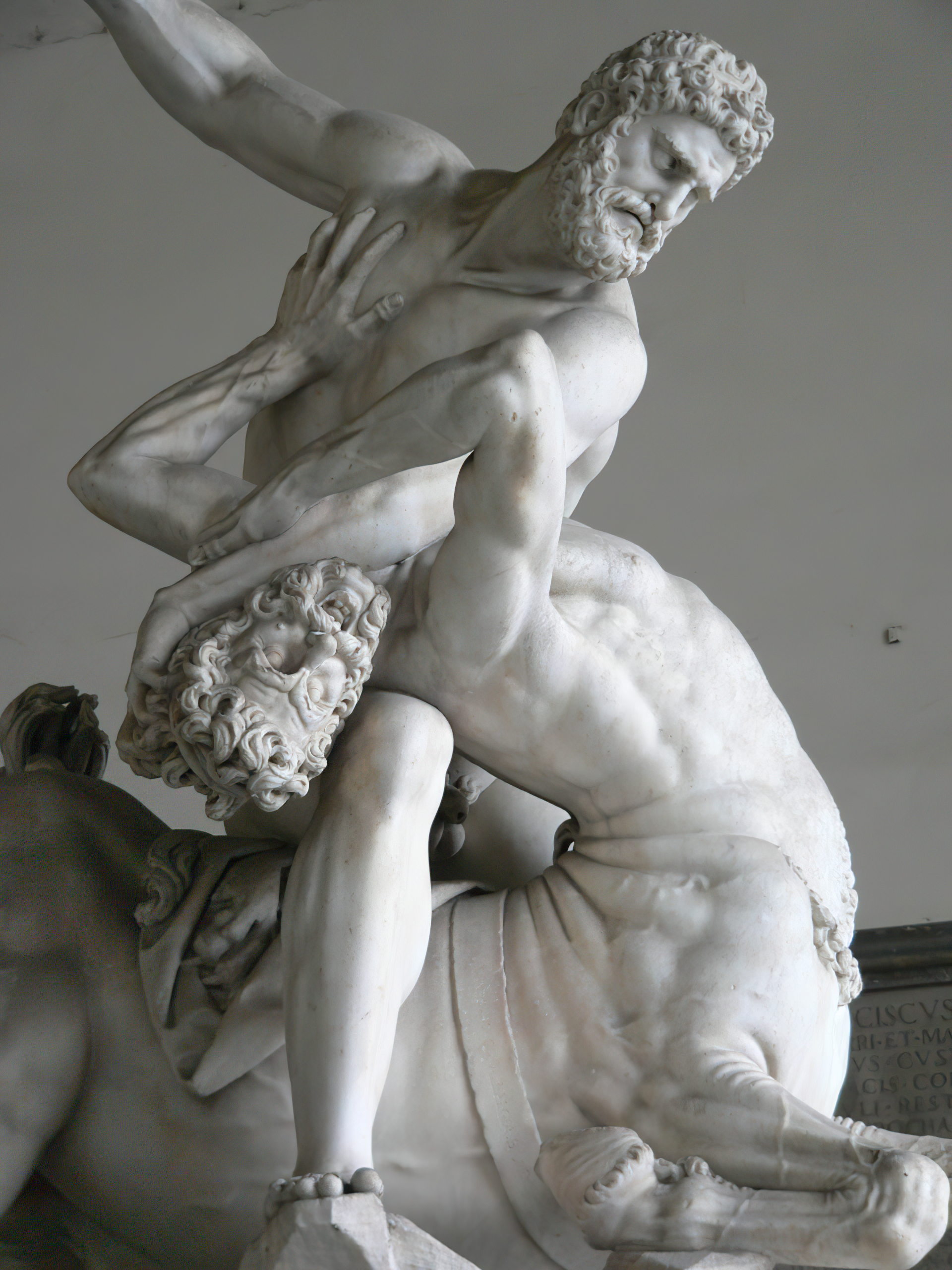
Hercules e Nesso por Giambologna
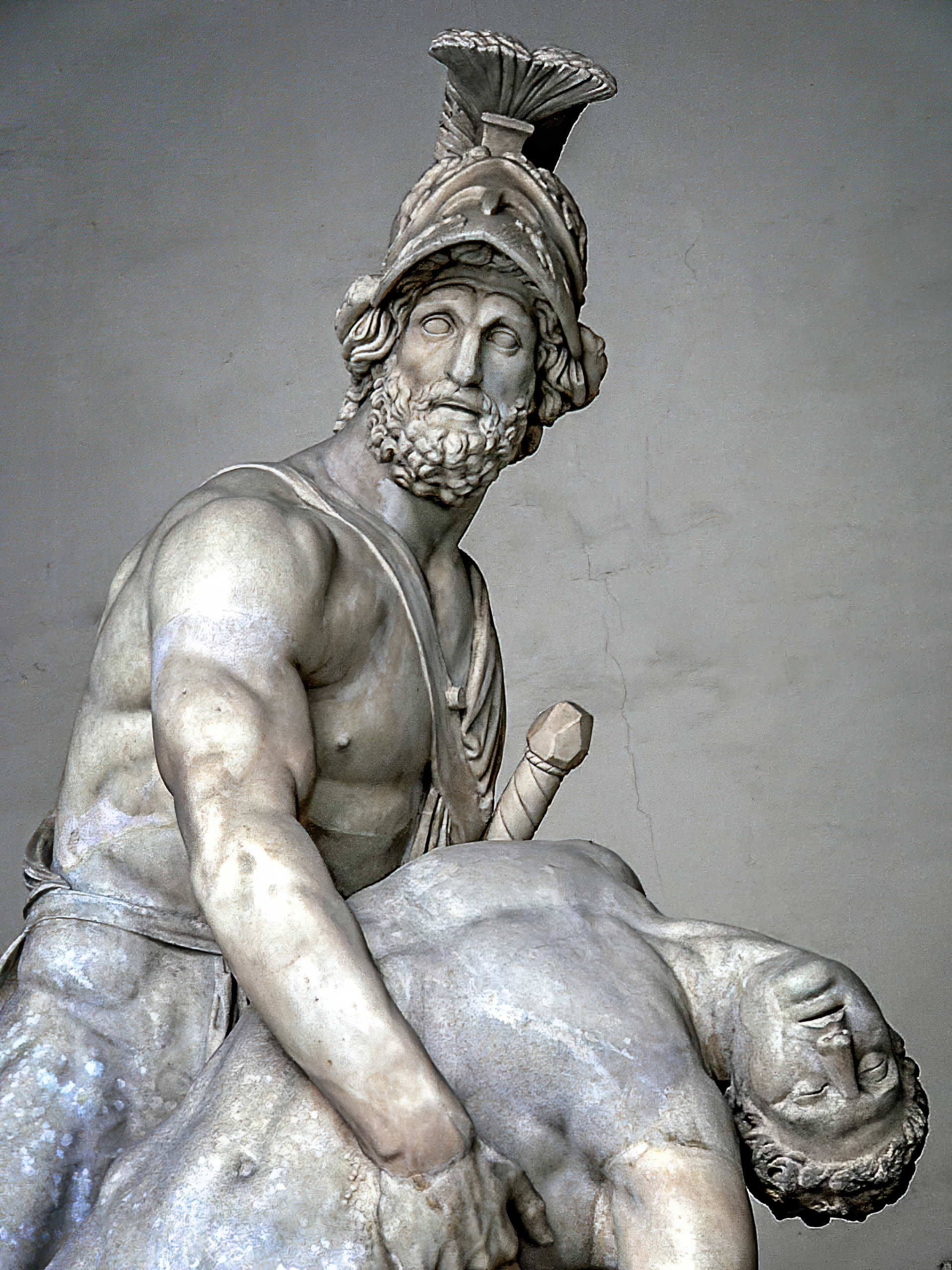
Menelau carregando o corpo de Pátroclo
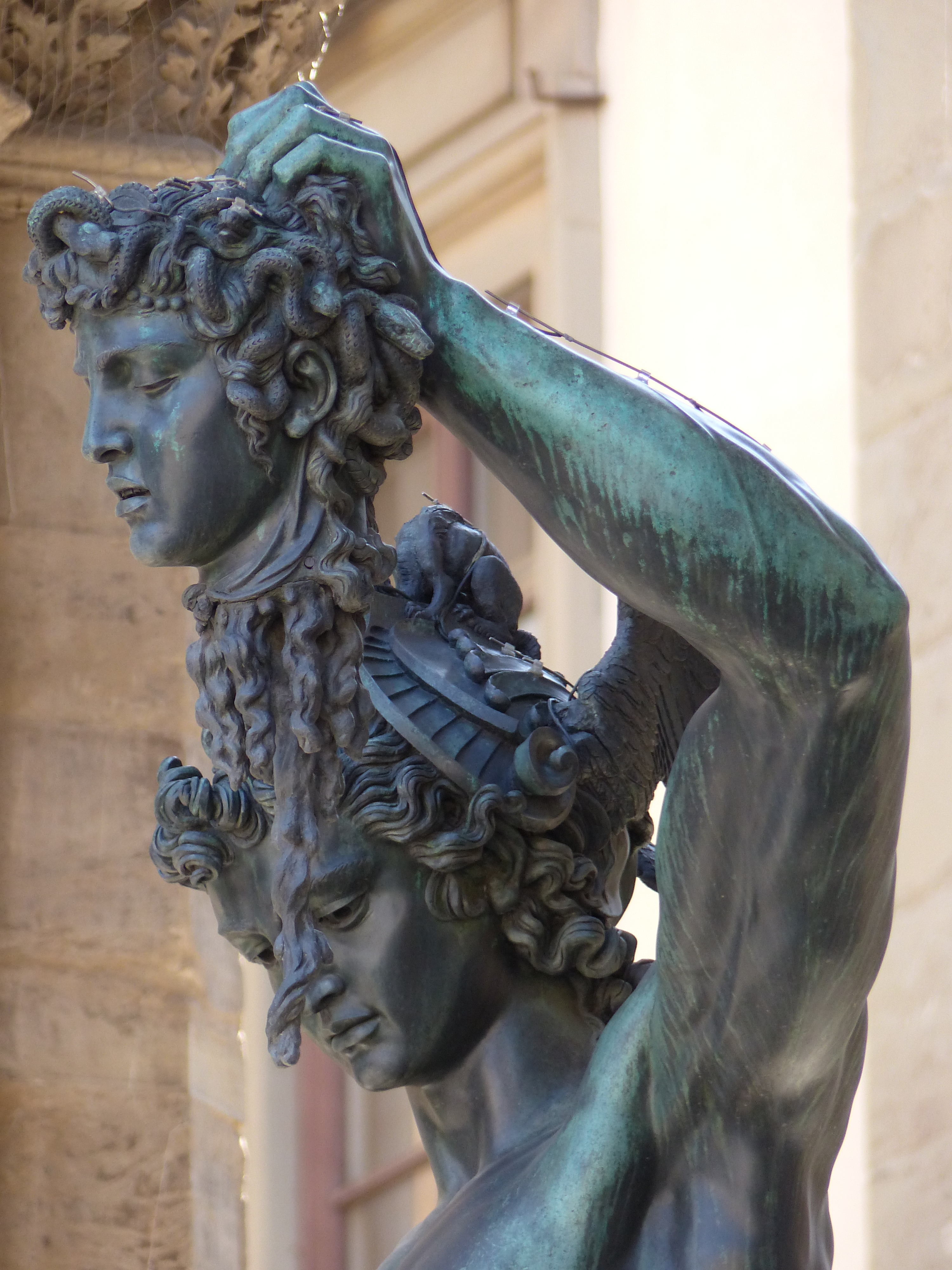
Perseu com a cabeça da Medusa de Benvenuto Cellini
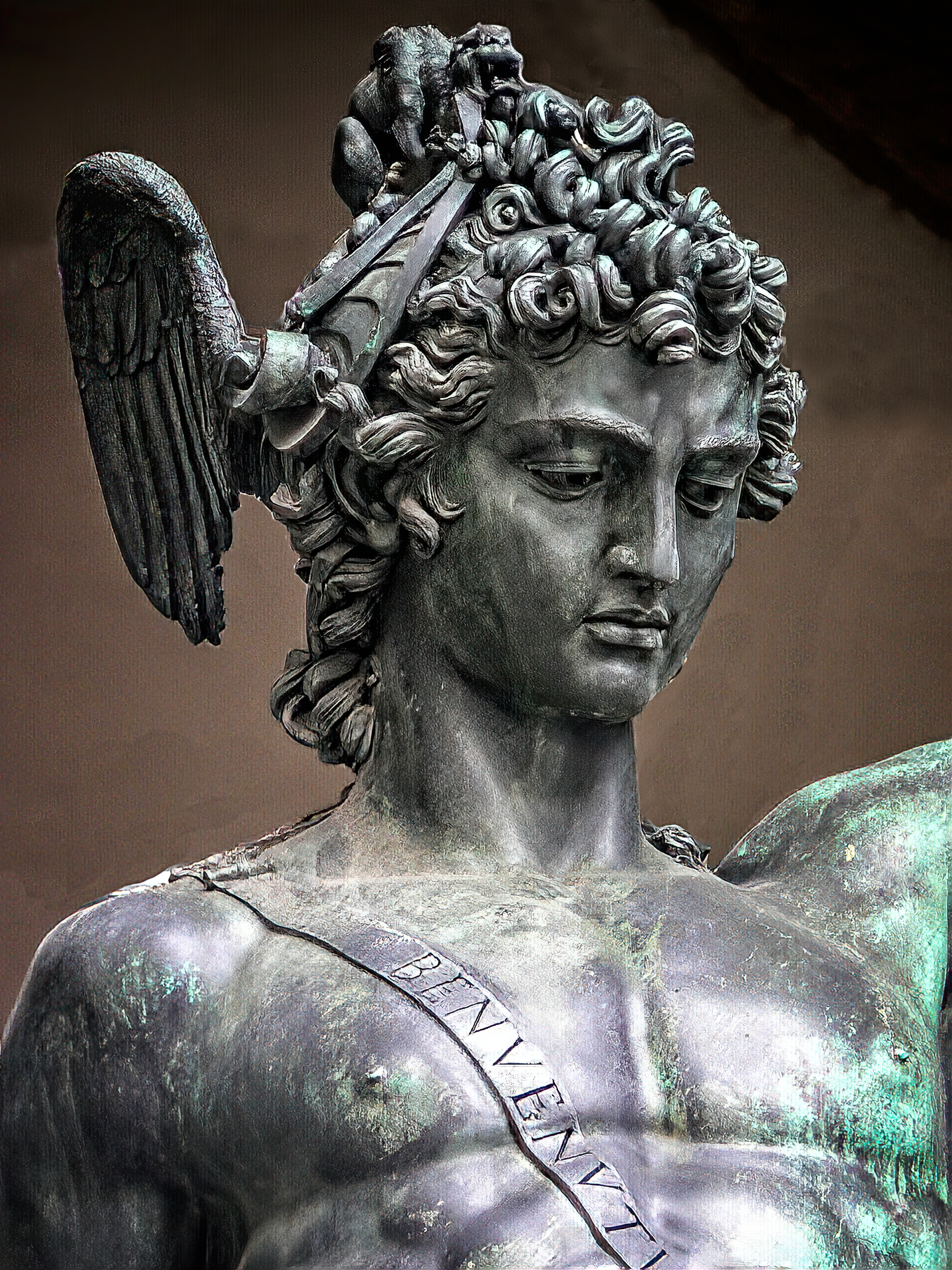
Perseu com a cabeça da Medusa de Benvenuto Cellini
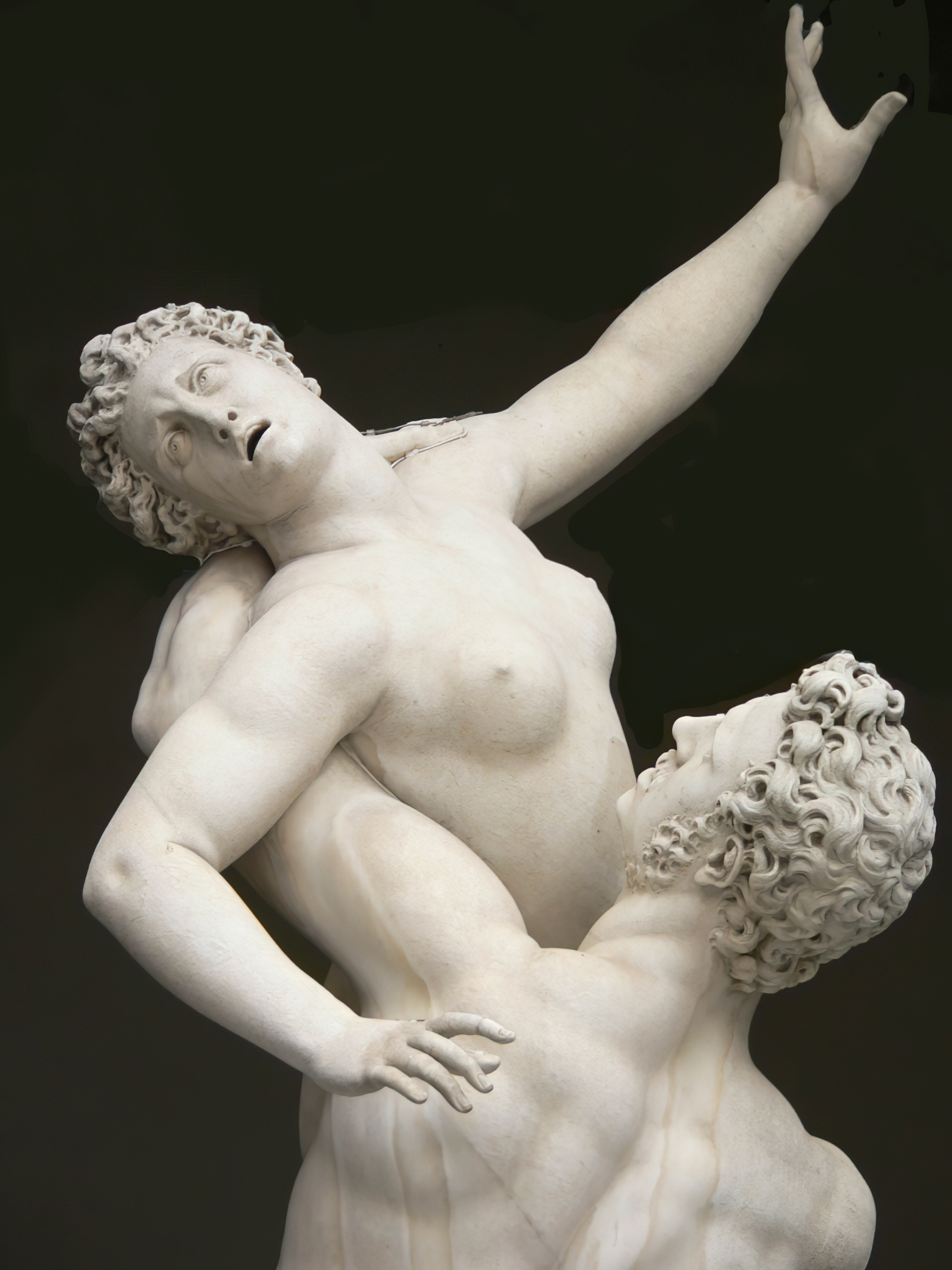
O Rapto das Sabinas de Giambologna
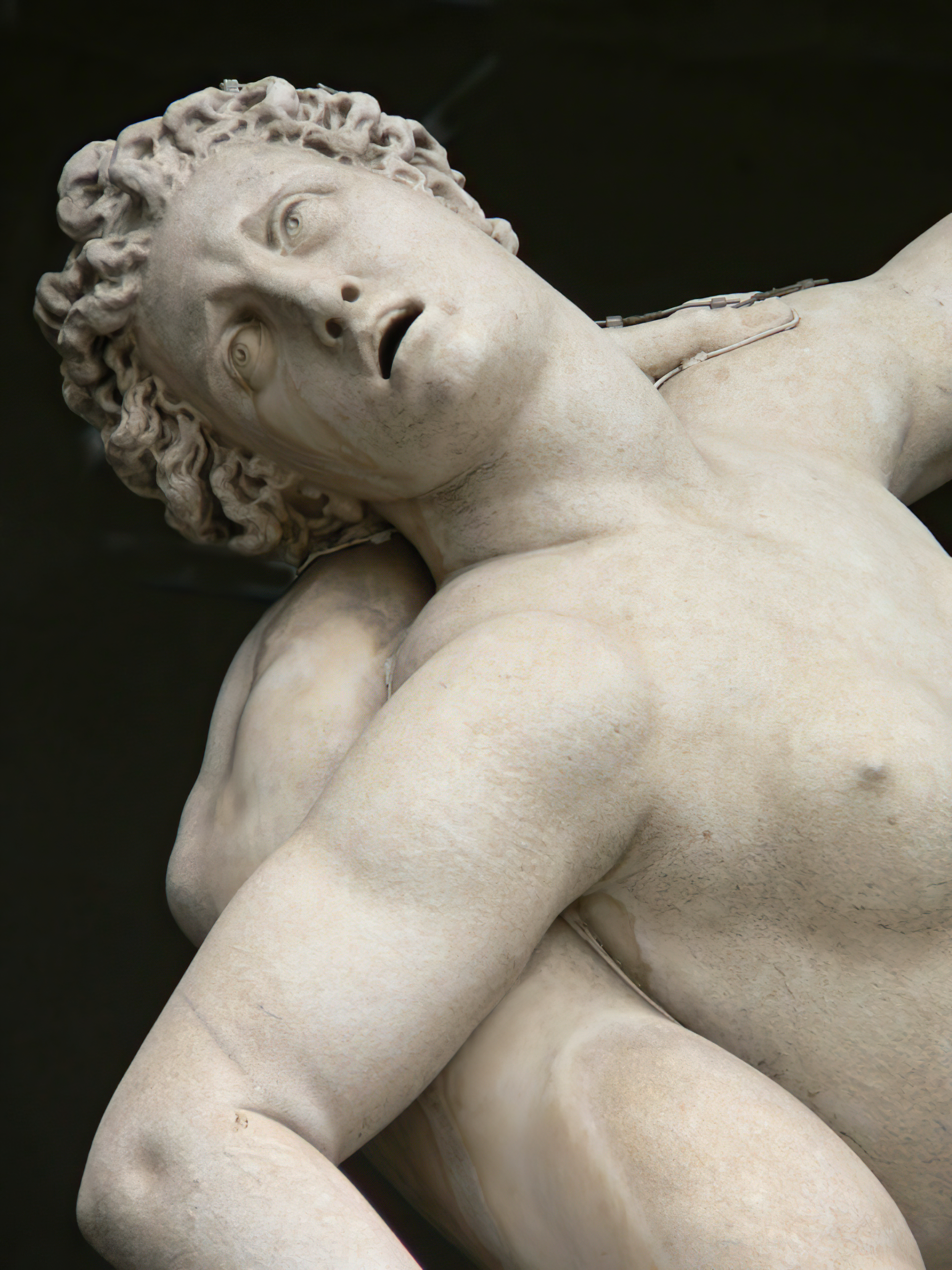
O Rapto das Sabinas de Giambologna
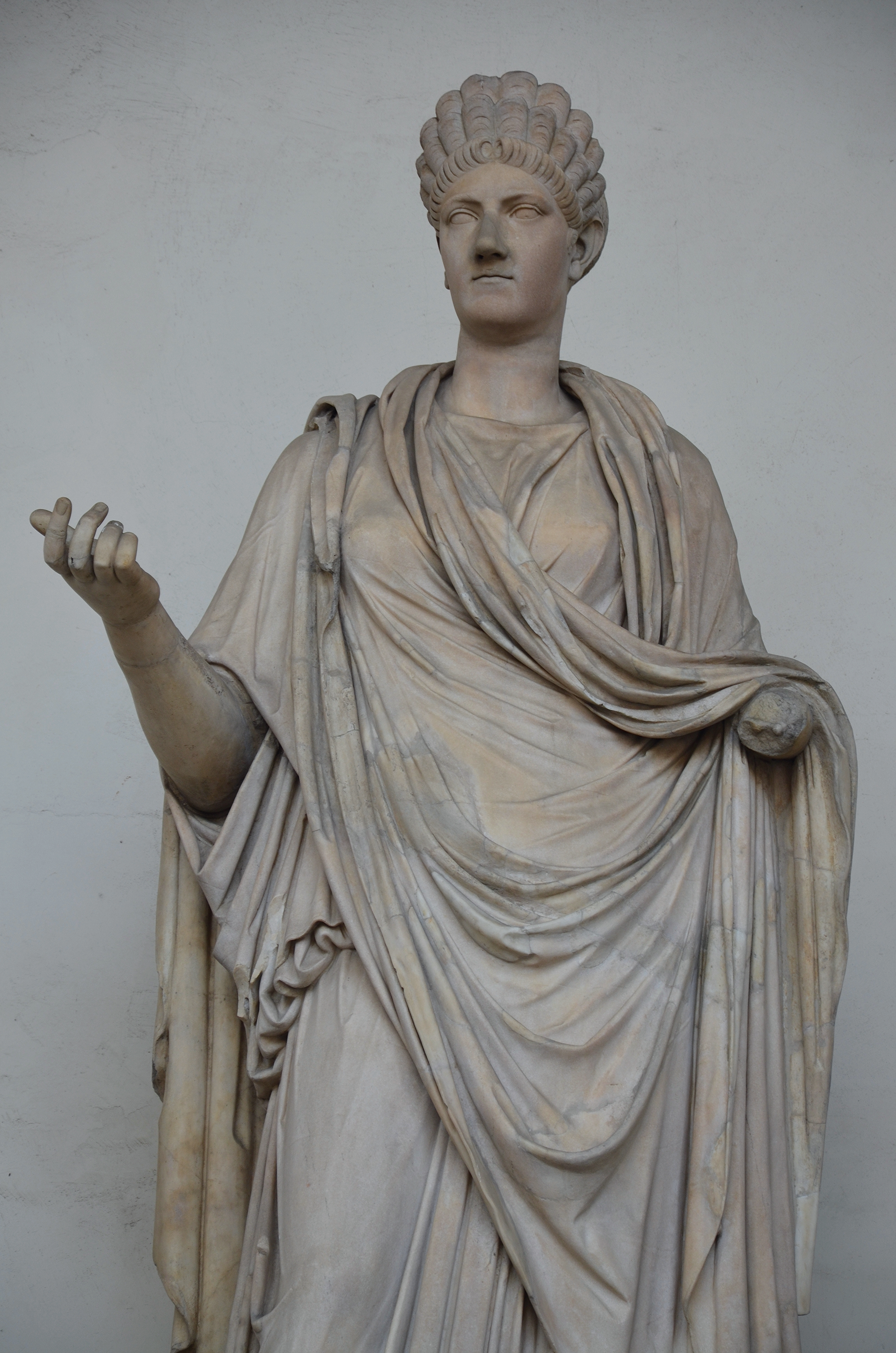
Úlpia Marciana